# Marjorie Courtenay-Latimer

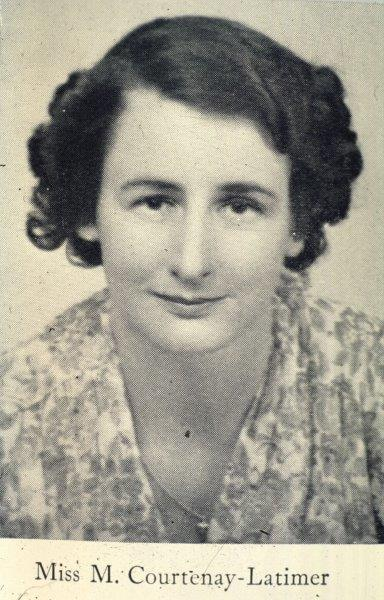
Marjorie Courtenay-Latimer

Marjorie Eileen Doris Courtenay-Latimer (Aliwal-Noord, 24 februari 1907 – Oos-Londen, 17 mei 2004) was een Zuid-Afrikaanse en de ontdekster van de nog levende coelacant waarvan men dacht dat deze reeds 65 miljoen jaar uitgestorven was.

## Biografie
Als jonge dochter van een stationschef was ze gefascineerd door vogels en wilde hierin verder studeren. Uiteindelijk studeerde ze verpleegkunde. In augustus 1931 werd ze gevraagd voor een positie in het East London Museum.
Veel van het materiaal in het museum verzamelde ze zelf zoals rotsstukken, veren, eierschalen, skeletten, maar ook vissen uit netten van vissers. 
Op 22 december 1938 belde de visser Hendrik Goosen omdat hij een vis met vier pootachtige vinnen in zijn net aantrof. 
Omdat het museum geen afdoende diepvries had werd het dier opgezet. Het dier werd door James Leonard Brierley Smith van de Rhodes-universiteit, geïdentificeerd en de soort werd Latimeria chalumnae genoemd naar de ontdekster en de plaats waar hij gevonden werd. 
Na haar pensioen verbleef ze enige tijd op een hoeve te Tsitsikamma waar ze een boek schreef over bloemen.